# Championnats du monde de triathlon 2024
Navigation
Édition précédente Édition suivante
Les championnats du monde de triathlon 2024 sont composés d'une série de six étapes, organisées par la World Triathlon, auxquelles s'ajoute les épreuves de triathlon des Jeux olympiques de 2024 de Paris. Ce circuit à étapes porte le nom de « série des championnats du monde de triathlon » (World Triathlon Championship Series - WTCS.)

## Organisation
Les épreuves du championnat du monde comportent aussi bien des courses au format M (distance olympique), soit 1 500 m de natation, 40 km de cyclisme et 10 km de course à pied, qu'au format S (sprint), soit 750 m de natation, 20 km de cyclisme et 5 km de course à pied et des courses en relais mixte (4X4). Les titres de champion et championne du monde de triathlon sur courte distance, sont octroyés aux triathlètes totalisant le plus grand nombre de points au classement général. Les titres pour les U23 (espoir) et les juniors s'attribuent sur une seule course qui se déroule généralement lors des journées de la grande finale du circuit.

## Calendrier
| Étape | Date               | Ville        | Pays                | M | S | R | E |
| ----- | ------------------ | ------------ | ------------------- | - | - | - | - |
| 1     | Annulée            | Abou Dhabi   | Émirats arabes unis |   | x |   |   |
| 2     | 11-12 mai 2024     | Yokohama     | Japon               | x |   |   |   |
| 3     | 25 mai 2024        | Cagliari     | Italie              | x |   |   |   |
| 4     | 13-14 juillet 2024 | Hambourg     | Allemagne           |   |   | x | x |
| 5     | 31 juillet 2024    | Paris        | France              | x |   | x |   |
| 6     | 27 septembre 2024  | Weihai       | Chine               | x |   |   |   |
| 7     | 17-20 octobre 2024 | Torremolinos | Espagne             | x |   |   |   |

## Résultats

### Abu Dhabi
La course est annulée en raison d'un avis de tempête.

### Yokohama
La course se déroule sur distance M.
| Position           | Hommes         | Hommes | Hommes          | Femmes          | Femmes | Femmes          |
| Position           | Nom            | Pays   | Temps           | Nom             | Pays   | Temps           |
| ------------------ | -------------- | ------ | --------------- | --------------- | ------ | --------------- |
| Médaille d'or      | Morgan Pearson |        | 1 h 42 min 5 s  | Léonie Périault |        | 1 h 52 min 28 s |
| Médaille d'argent  | Matthew Hauser |        | 1 h 42 min 12 s | Taylor Knibb    |        | 1 h 53 min 4 s  |
| Médaille de bronze | Luke Willian   |        | 1 h 42 min 20 s | Emma Lombardi   |        | 1 h 53 min 8 s  |

### Cagliari
La course se déroule sur distance M.
| Position           | Hommes          | Hommes | Hommes          | Femmes              | Femmes | Femmes          |
| Position           | Nom             | Pays   | Temps           | Nom                 | Pays   | Temps           |
| ------------------ | --------------- | ------ | --------------- | ------------------- | ------ | --------------- |
| Médaille d'or      | Alex Yee        |        | 1 h 39 min 44 s | Cassandre Beaugrand |        | 1 h 47 min 25 s |
| Médaille d'argent  | Hayden Wilde    |        | 1 h 39 min 46 s | Lisa Tertsch        |        | 1 h 47 min 28 s |
| Médaille de bronze | Csongor Lehmann |        | 1 h 40 min 27 s | Beth Potter         |        | 1 h 47 min 31 s |

### Hambourg
L'étape propose une course individuelle sur distance sprint et une épreuve en relais mixte.
| Position           | Hommes          | Hommes | Hommes      | Femmes              | Femmes | Femmes      |
| Position           | Nom             | Pays   | Temps       | Nom                 | Pays   | Temps       |
| ------------------ | --------------- | ------ | ----------- | ------------------- | ------ | ----------- |
| Médaille d'or      | Matthew Hauser  |        | 50 min 3 s  | Cassandre Beaugrand |        | 55 min 19 s |
| Médaille d'argent  | Vasco Vilaça    |        | 50 min 9 s  | Lisa Tertsch        |        | 55 min 30 s |
| Médaille de bronze | Pierre Le Corre |        | 50 min 10 s | Beth Potter         |        | 55 min 31 s |

| Position           | Équipe                                                                  | Temps           |
| ------------------ | ----------------------------------------------------------------------- | --------------- |
| Médaille d'or      | Allemagne                                                               | 1 h 19 min 53 s |
| Médaille d'or      | - Henry Graf - Lisa Tertsch - Lasse Lührs - Annika Koch                 | 1 h 19 min 53 s |
| Médaille d'argent  | Suisse                                                                  | 1 h 20 min 1 s  |
| Médaille d'argent  | - Max Studer - Julie Derron - Simon Westermann - Cathia Schär           | 1 h 20 min 1 s  |
| Médaille de bronze | Nouvelle-Zélande                                                        | 1 h 20 min 4 s  |
| Médaille de bronze | - Tayler Reid - Ainsley Thorpe - Dylan McCullough - Nicole Van Der Kaay | 1 h 20 min 4 s  |

### Paris
Les épreuves individuelles des Jeux Olympiques de Paris sont prises en compte pour le classement général.
La course se déroule sur distance M.
| Position           | Hommes       | Hommes | Hommes          | Femmes              | Femmes | Femmes          |
| Position           | Nom          | Pays   | Temps           | Nom                 | Pays   | Temps           |
| ------------------ | ------------ | ------ | --------------- | ------------------- | ------ | --------------- |
| Médaille d'or      | Alex Yee     |        | 1 h 43 min 33 s | Cassandre Beaugrand |        | 1 h 54 min 55 s |
| Médaille d'argent  | Hayden Wilde |        | 1 h 43 min 39 s | Julie Derron        |        | 1 h 55 min 1 s  |
| Médaille de bronze | Léo Bergère  |        | 1 h 43 min 43 s | Beth Potter         |        | 1 h 55 min 10 s |

### Weihai
La course se déroule sur distance M.
| Position           | Hommes         | Hommes | Hommes          | Femmes               | Femmes | Femmes         |
| Position           | Nom            | Pays   | Temps           | Nom                  | Pays   | Temps          |
| ------------------ | -------------- | ------ | --------------- | -------------------- | ------ | -------------- |
| Médaille d'or      | Alex Yee       |        | 1 h 48 min 21 s | Lisa Tertsch         |        | 2 h 4 min 42 s |
| Médaille d'argent  | Léo Bergère    |        | 1 h 49 min 7 s  | Beth Potter          |        | 2 h 4 min 59 s |
| Médaille de bronze | Miguel Hidalgo |        | 1 h 49 min 18 s | Georgia Taylor-Brown |        | 2 h 5 min 40 s |

### Torremolinos
La course se déroule sur distance M.
| Position           | Hommes       | Hommes | Hommes          | Femmes              | Femmes | Femmes          |
| Position           | Nom          | Pays   | Temps           | Nom                 | Pays   | Temps           |
| ------------------ | ------------ | ------ | --------------- | ------------------- | ------ | --------------- |
| Médaille d'or      | Hayden Wilde |        | 1 h 42 min 22 s | Cassandre Beaugrand |        | 1 h 56 min 45 s |
| Médaille d'argent  | Léo Bergère  |        | 1 h 43 min 24 s | Beth Potter         |        | 1 h 57 min 22 s |
| Médaille de bronze | Alex Yee     |        | 1 h 43 min 50 s | Emma Lombardi       |        | 1 h 57 min 34 s |

## Classement général championnat du monde élite
| Rang               | Nom                     | Points   |
| ------------------ | ----------------------- | -------- |
| Médaille d'or      | Alex Yee                | 4 069,53 |
| Médaille d'argent  | Léo Bergère             | 3 728,33 |
| Médaille de bronze | Hayden Wilde            | 3 726,40 |
| 4                  | Pierre Le Corre         | 3 025,48 |
| 5                  | Csongor Lehmann         | 2 810,69 |
| 6                  | Luke Willian            | 2 531,90 |
| 7                  | Vincent Luis            | 2 528,28 |
| 8                  | Matthew Hauser          | 2 301,40 |
| 9                  | Miguel Hidalgo          | 2 215,00 |
| 10                 | Alberto González García | 2 136,68 |

| Rang               | Nom                  | Points   |
| ------------------ | -------------------- | -------- |
| Médaille d'or      | Cassandre Beaugrand  | 4 000,00 |
| Médaille d'argent  | Beth Potter          | 3 792,51 |
| Médaille de bronze | Emma Lombardi        | 3 508,06 |
| 4                  | Lisa Tertsch         | 3 401,75 |
| 5                  | Jeanne Lehair        | 2 667,92 |
| 6                  | Georgia Taylor-Brown | 2 472,88 |
| 7                  | Léonie Périault      | 2 389,56 |
| 8                  | Kate Waugh           | 2 030,84 |
| 9                  | Flora Duffy          | 1 937,91 |
| 10                 | Vicky Holland        | 1 905,03 |